# Мама и сын
«Мама и сын» — одиннадцатый студийный альбом российского певца Витаса, выпущенный в 2011 году. Название является отсылкой к выпущенным в 2003 году альбомам «Мама» и «Песни моей мамы».

## История
Альбом был выпущен в 2011 году и содержит 12 треков.
Все тексты, кроме трека 7, написаны Витасом. 7-й трек, романс «Чужие люди» полностью написан Виктором Калиной. Авторами музыки являются Александр Самсон и Виктор Калина, причём трек 9 «Мама (Исповедь)» написан обоими композиторами в соавторстве, автором музыки остальных треков является Александр Самсон.

## Список песен
| Номер песни | Русское название             | Английское название    |
| ----------- | ---------------------------- | ---------------------- |
| 01          | Мама И Сын                   | Mommy and Son          |
| 02          | Ну Вот И Всё (Небо Поплачет) | The Sky Will Cry       |
| 03          | Свадебная                    | Wedding Song           |
| 04          | Селяви                       | C’ est la vie          |
| 05          | Мне Ещё Бы Раз (Ангел)       | Once More (Angel)      |
| 06          | Научи, Отец!                 | Let The Father Teach!  |
| 07          | Чужие Люди                   | Strange People         |
| 08          | Родительский Дом             | Parent's Home          |
| 09          | Мама (Исповедь)              | Mama. Confession       |
| 10          | Грачонок                     | Young Rook (Grachonok) |
| 11          | Я Скучаю По Тебе             | I Miss You             |
| 12          | Одиночество Как Пророчество  | Loneliness             |